# Estadio de Altabix
El campo de Altabix fue el cuarto campo de fútbol que tuvo el Elche Club de Fútbol, tras los de El Clot (1910), Reina Victoria (1914), Cementerio (1922) y Don Jeremías (1923).
Estaba ubicado en el barrio de Elche denominado Altabix, y de ahí el nombre del estadio.
Se inauguró el 17 de octubre de 1926 con un partido amistoso entre el Elche C. F. y el Levante Fútbol Club que terminó con empate a 2 goles.
Fue el estadio oficial del Elche C. F. hasta la inauguración, el 8 de septiembre de 1976, del Nuevo Estadio del Elche Club de Fútbol (actualmente denominado Estadio Martínez Valero).
En el Campo de Altabix, el Elche C. F. disfrutó de su mejor época futbolística, ganando partidos contra grandes equipos, gracias a la ventaja que les daba una grada muy pegada al campo, tanto que se le podía tocar la cabeza al linier.
El 14 de septiembre de 1981 se iniciaron las obras de demolición del estadio y en su lugar se construyeron diversos bloques de viviendas.